# Hermitesche Sesquilinearform
Als hermitesches Produkt, hermitesche Sesquilinearform oder einfach hermitesche Form (nach Charles Hermite) bezeichnet man in der linearen Algebra eine besondere Art der Sesquilinearform ähnlich den symmetrischen Bilinearformen.

## Definition
Sei {\displaystyle V} ein Vektorraum über dem Körper {\displaystyle \mathbb {C} }. Eine hermitesche Sesquilinearform ist eine Abbildung
{\displaystyle \langle \,,\,\rangle \colon V\times V\to \mathbb {C} },
die für alle {\displaystyle x,y,z} aus {\displaystyle V} und für alle {\displaystyle a} aus {\displaystyle \mathbb {C} } die folgenden Bedingungen erfüllt:
1. {\displaystyle \;\langle x,\,a\cdot y+z\rangle =a\langle x,y\rangle +\langle x,z\rangle } (linear in einem Argument);
2. {\displaystyle \;\langle a\cdot x+y,z\rangle ={\overline {a}}\langle x,z\rangle +\langle y,z\rangle } (semilinear im anderen Argument);
3. {\displaystyle \;\langle x,y\rangle ={\overline {\langle y,x\rangle }}} (Hermitesche Symmetrie).

Dabei bezeichnet {\displaystyle {\overline {x}}} komplexe Konjugation.
Für die Reihenfolge von linearem und semilinearem Argument gibt es unterschiedliche Konventionen.
Mit der Eigenschaft (3) folgt bereits (1) aus (2) und (2) aus (1). Der Übersichtlichkeit halber werden hier aber sowohl (1) als auch (2) als Bedingungen genannt.
Eine hermitesche Sesquilinearform ist eine Sesquilinearform, für die zusätzlich die dritte Eigenschaft gilt.
Relevant ist der Begriff der hermiteschen Sesquilinearform nur über dem Körper der komplexen Zahlen {\displaystyle \mathbb {C} }; über dem Körper der reellen Zahlen {\displaystyle \mathbb {R} } ist jede hermitesche Sesquilinearform eine symmetrische Bilinearform. Das innere Produkt über einem komplexen Vektorraum ist eine hermitesche Sesquilinearform. Analog dazu bezeichnet man auch eine Sesquilinearform auf einem beliebigen Modul als hermitesch, wenn {\displaystyle \langle x,y\rangle =\sigma (\langle y,x\rangle )} für einen beliebigen involutiven Antiautomorphismus {\displaystyle \sigma } auf dem dem Modul zugrundeliegenden Ring gilt. Liegt {\displaystyle \varepsilon } im Zentrum des Ringes, so heißt die Sesquilinearform genau dann {\displaystyle \varepsilon }-hermitesch, wenn {\displaystyle \langle x,y\rangle =\varepsilon \sigma (\langle y,x\rangle )} gilt.

## Polarisierung
Für hermitesche Sesquilinearformen gilt eine Polarisierungsformel. Deren Konsequenz ist
insbesondere, dass eine solche Form bereits durch ihre Werte auf der Diagonalen bestimmt ist.

## Hermitesche Standardform
Die durch
{\displaystyle \langle {\vec {x}},{\vec {y}}\rangle =\langle (x_{1},x_{2},\dotsc ,x_{n}),(y_{1},y_{2},\dotsc ,y_{n})\rangle ={\bar {x}}_{1}y_{1}+{\bar {x}}_{2}y_{2}+\dotsb +{\bar {x}}_{n}y_{n}=\sum _{k=1}^{n}{\bar {x}}_{k}y_{k}}
definierte Abbildung heißt hermitesche Standardform.